# Tobias Becker (Jazzmusiker)
Tobias Becker (* 6. November 1984 in Böblingen) ist ein deutscher Jazzmusiker, Pianist, Komponist, Arrangeur und Hochschullehrer.

## Werdegang
Tobias Becker studierte an der Hochschule für Musik und Darstellende Kunst Stuttgart bis 2012 Jazzklavier und erhielt dort Unterricht in Komposition. Seit 2015 ist er Dozent für Arranging und Jazzpiano an der Hochschule für Kirchenmusik Tübingen. 2023 wurde er an der Hochschule zum Professor berufen. Außerdem ist er Fachbereichsleiter Jazz/Pop an der Musikschule in Böblingen.
Nach dem Jazzstudium wurde er zum international ausgeschriebenen Arrangers Workshop, einer Masterclass unter Leitung von Vince Mendoza, nach Hilversum (NL) eingeladen. Außerdem ist er Träger des Young Lions Jazz Award.
Seitdem schrieb Tobias Becker für diverse Künstler aus den Bereichen Jazz, Pop und Unterhaltung wie beispielsweise Richard Bona, Max Mutzke, Helge Schneider oder Giovanni Zarrella. Er arbeitete u. a. für die SWR Big Band, das
Metropole Orchestra, die Württembergische Philharmonie Reutlingen oder das Landespolizeiorchester Baden-Württemberg.
Für diverse Studio- und Liveproduktionen zeichnet er als Pianist, Arrangeur und Musical Director verantwortlich.
Dazu zählen die Jazz/Pop-Crossover Produktion Vintage Vegas mit Bigband oder die Mantel Gala von und mit Comedian Ernst Mantel.
Seit 2005 ist Tobias Becker Leiter der Tobias Becker Bigband, die aus 17  Künstlern aus ganz Deutschland und der Schweiz besteht. Das Debütalbum Life Stream errang 2013 den Vierteljahrespreis der Deutschen Schallplattenkritik. Tobias Becker gewann den zweiten Platz des Jazz-Preises des Landes Baden-Württemberg 2018 hinter Alexander Bühl.

## Diskografische Hinweise
- Tobias Becker Bigband: Life Stream, 2013 (Neuklang; Bestenliste beim Preis der deutschen Schallplattenkritik)[7]
- Tobias Becker Bigband: Studio Konzert, 2014 (Neuklang, Analoger Live-Mitschnitt auf Vinyl eines Konzerts[8])
- Vintage Vegas & Bigband: Let’s Swop, 2014 (Vintage Vegas Records)[9]
- Gee Hye Lee: Password: I Love Jazz, 2015 (HGBS 20046)[10]
- Landespolizeiorchester Baden-Württemberg: Weihnachtliche Momente, 2015 (BCD7430)[11]
- Tobias Becker Bigband: Atomic B, 2016 (Neuklang[12])
- SWR Bigband: Kings of Swing Vol. 2, 2016 (SWR Music LC)[13]
- Vintage Vegas & Bigband: Der Beste Mann - Single, 2016 (Vintage Vegas Records)
- Tobias Becker Bigband: Augmented Reality, 2018 (Neuklang)
- Tobias Becker Bigband & Württembergische Philharmonie: Sketches of a Dream, 2019 (Neuklang)